# 寅次郎的故事30 寅次郎落英缤纷
《寅次郎的故事30 寅次郎落英缤纷》（日語：男はつらいよ 花も嵐も寅次郎）是一部1982年上映的日本喜剧电影，亦是《寅次郎的故事系列》的第三十部剧场版作品。由山田洋次导演，渥美清、倍赏千惠子、前田吟、下条正巳、三崎千惠子及田中裕子等等主演。于1982年12月28日上映。

## 剧情简介
寅次郎来到温泉边的小旅馆住下，刚好一位年轻人来此，他是为了了却母亲的心愿而来，他带来了母亲的骨灰，老人生前最喜欢这里的温泉，临终时还念念不忘甘霖般的温泉水。在寅次郎的帮助下，他们在旅馆里为逝者做了法事。小伙子叫三郎，腼腆文静，他喜欢上一同出游的百货商场的女职员萤子，分手时向她表示了愿意与她交往的愿望。可是萤子却不以为然，于是他向寅次郎寻求帮助，希望他从中牵线搭桥，寅次郎一口应允。寅次郎不辱使命，认真地找萤子沟通，可是她还是不同意。为了撮合两个年轻人，银屋一家安排了聚会，把他们叫到一起，制造了彼此接触的机缘，他们终于有了可以倾诉衷肠的机会。

## 主要演员
- 车寅次郎：渥美清
- 诹访樱：倍赏千惠子
- 车龙造：下条正巳
- 车つね：三崎千惠子
- 诹访博：前田吟
- たこ社长：太宰久雄
- 源公：佐藤蛾次郎
- 御前样：笠智众
- 胜三：内田朝雄
- ゆかり：儿岛美优纪
- 小川绢子：马渊晴子
- 和尚：殿山泰司
- 桃枝：朝丘雪路
- 三郎：泽田研二
- 小川萤子：田中裕子
- 满男：吉冈秀隆
- 友男：人見明
- 测量技師：Apache Ken
- 测量技師的助手：光石研
- 工人：笠井一彦
- 观览车服务员:樱井千里
- 卖花的人：谷よしの

## 奖项
该电影由渥美清获得第26届蓝丝带奖的最佳男主角奖。而田中裕子在第7届日本电影金像奖之中获得最佳女主角奖的提名奖项。另外，该电影获得第1届金十字奖的优秀银奖。
- 第1届金十字奖优秀银奖。

### 英文
- . 英国电影协会.   [2014-03-11]. （原始内容存档于2012-10-17） （英语）.
- . Complete Index to World Film.   [2014-03-11]. （原始内容存档于2012-09-13） （英语）.
- 互联网电影数据库（IMDb）上《Otoko wa tsurai yo: Hana mo arashi mo Torajirô (1982)》的资料（英文）
- Galbraith IV, Stuart. . DVD Talk. 2007-01-01  [2014-03-11]. （原始内容存档于2012-10-09） （英语）.

### 德文
- . www.molodezhnaja.ch.   [2014-03-11]. （原始内容存档于2013-05-20） （德语）.

### 日文
- . www.allcinema.net.   [2014-03-11]. （原始内容存档于2013-12-07） （日语）.
- . 日本电影院数据库（日本文化厅）.   [2014-03-11]. （原始内容存档于2012-03-11） （日语）. 外部链接存在于|publisher= (帮助)
- . 日本电影数据库.   [2014-03-11]. （原始内容存档于2013-11-05） （日语）.
- . 电影旬报.   [2014-03-11]. （原始内容存档于2012-03-09） （日语）.

### 中文
- . 豆瓣电影.   [2014-03-11]. （原始内容存档于2016-03-07）.